# Сальяно-Мікка
Сальяно-Мікка (італ. Sagliano Micca, п'єм. Sajan) — муніципалітет в Італії, у регіоні П'ємонт,  провінція Б'єлла.
Сальяно-Мікка розташоване на відстані близько 550 км на північний захід від Рима, 70 км на північний схід від Турина, 6 км на північ від Б'єлли.
Населення — 1634 особи (2014).

## Демографія
Населення за роками:

Станом на 1 січня 2023 року в муніципалітеті офіційно проживало 80 іноземців з 20 країн, серед них 29 громадян країн Євросоюзу та 1 громадянин України.

## Сусідні муніципалітети
- Андорно-Мікка
- Б'єлла
- Фонтаїнеморе
- Габ
- Іссіме
- М'яльяно
- П'єдікавалло
- Пралунго
- Кампілья-Черво
- Розацца
- Тавільяно
- Толленьйо
- Вельйо